# Lauchert
Lauchert er en flod i Baden-Württemberg i Tyskland og en Donaus bifloder  fra venstre. Floden har sit udspring fra flere små vandløb ved Melchingen  (Zollernalbkreis) i Schwäbische Alb, og løber sydover gennem småbyerne Gammertingen, Veringenstadt og Bingen. I Sigmaringendorf munder Lauchert ud i Donau.
48°03′46″N 9°15′49″Ø / 48.0628°N 9.2636°Ø